# Atta mexicana
Atta mexicana (лат.) — вид муравьёв-листорезов из трибы грибководов Attini подсемейства Myrmicinae (Formicidae).

## Распространение
Встречается в Мексике и США (Аризона), также в Гватемале и Сальвадоре.

## Описание
Матки достигают крупных размеров (до 30 мм), тёмно-коричневые. Крупные рабочие (солдаты) — до 2 см. Фуражиры работают на территории в 2 га и уходят от гнезда до 130 м. В год собирают до 200 кг листвы (в сухом весе). Обнаружена зависимость в распределении кустарников Acacia constricta, Castela tortuosa, Echinopteryx eglandulosa и Mimosa luisana от расположения муравейников Atta mexicana в полупустынях Мексики.
В муравейниках встречаются мирмекофильные жуки-чернотелки Bycrea villosa Pascoe, 1868 (Coleoptera: Tenebrionidae).

## Галерея

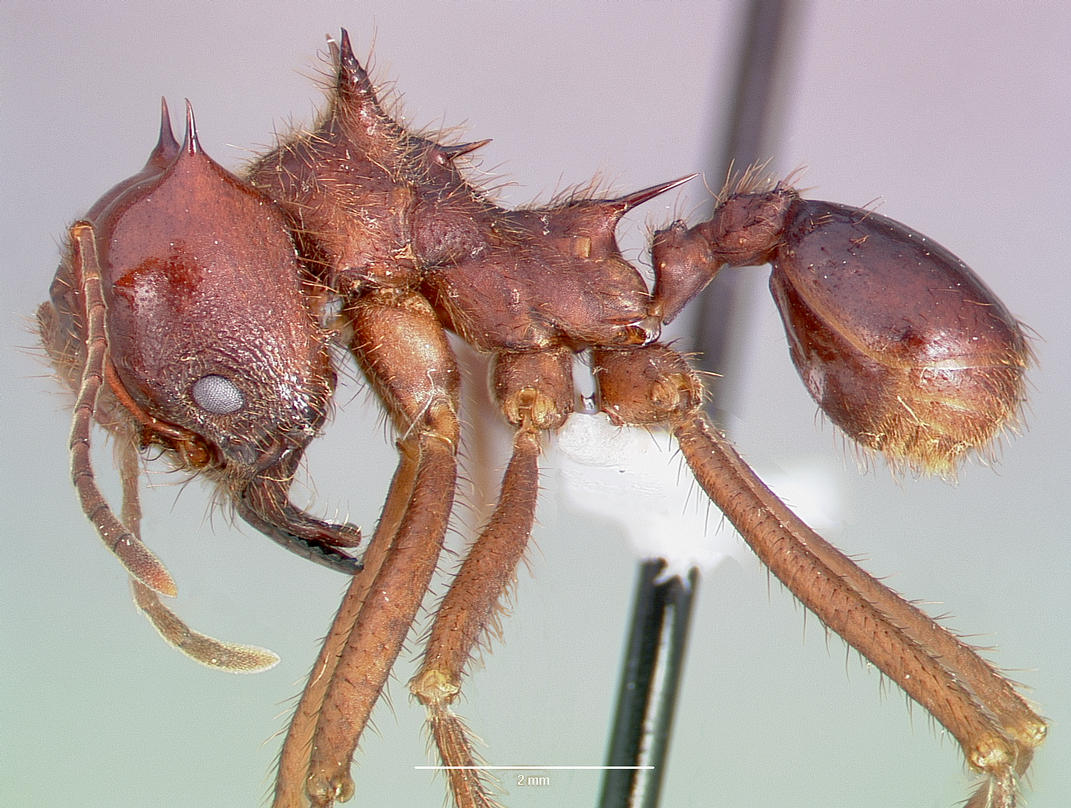
Рабочий Atta mexicana в профиль
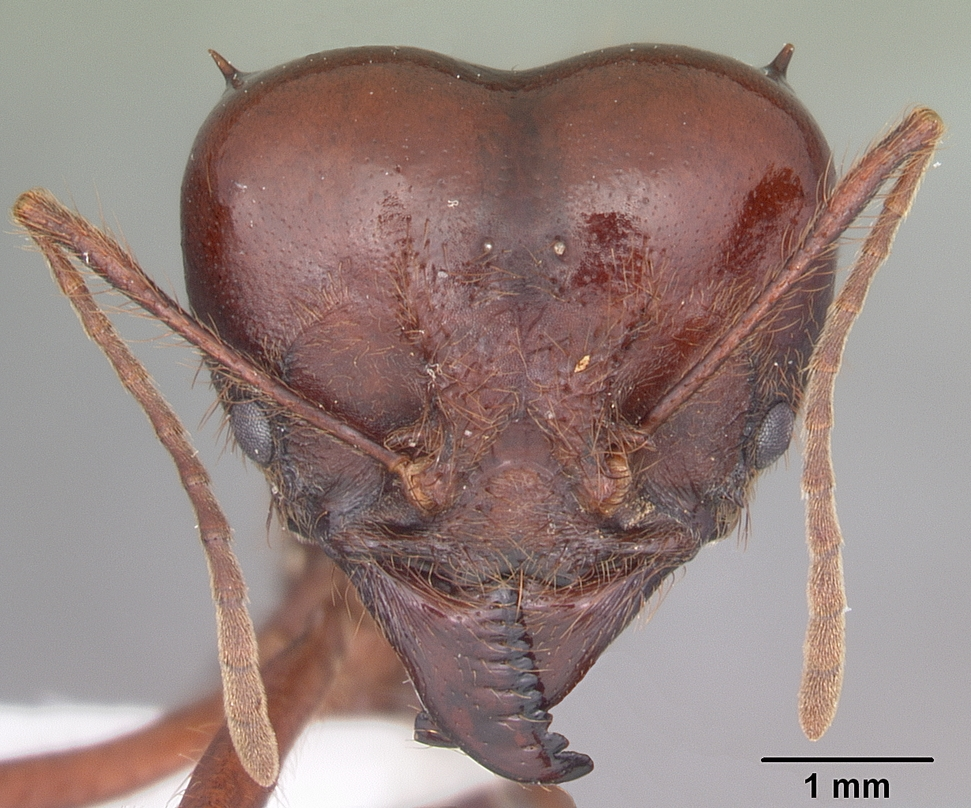
Голова солдата Atta mexicana
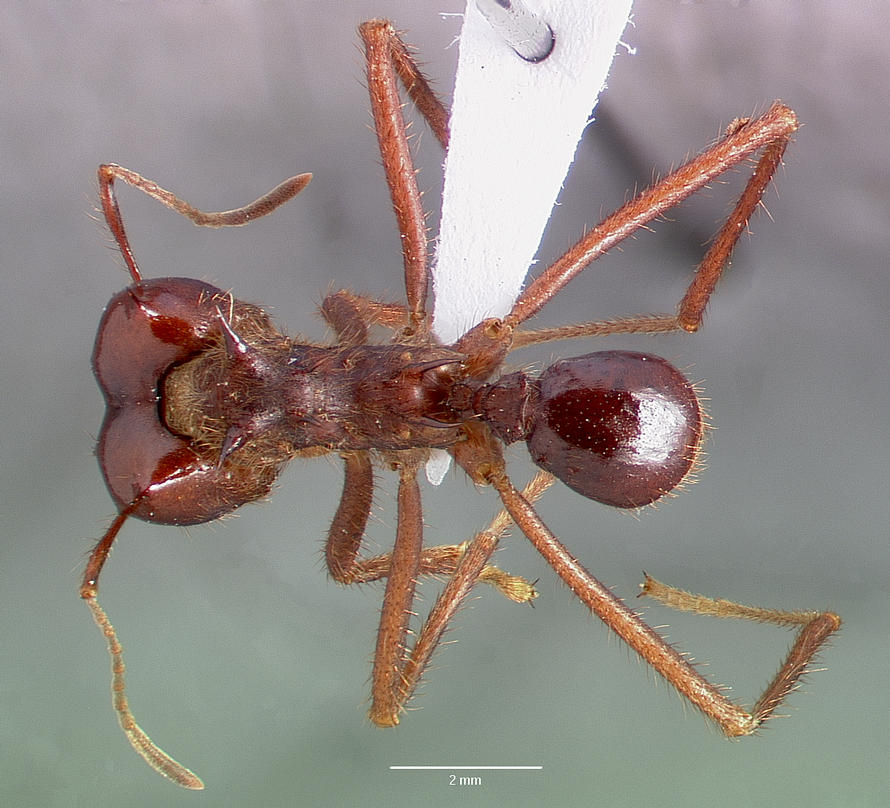
Рабочий Atta mexicana сверху
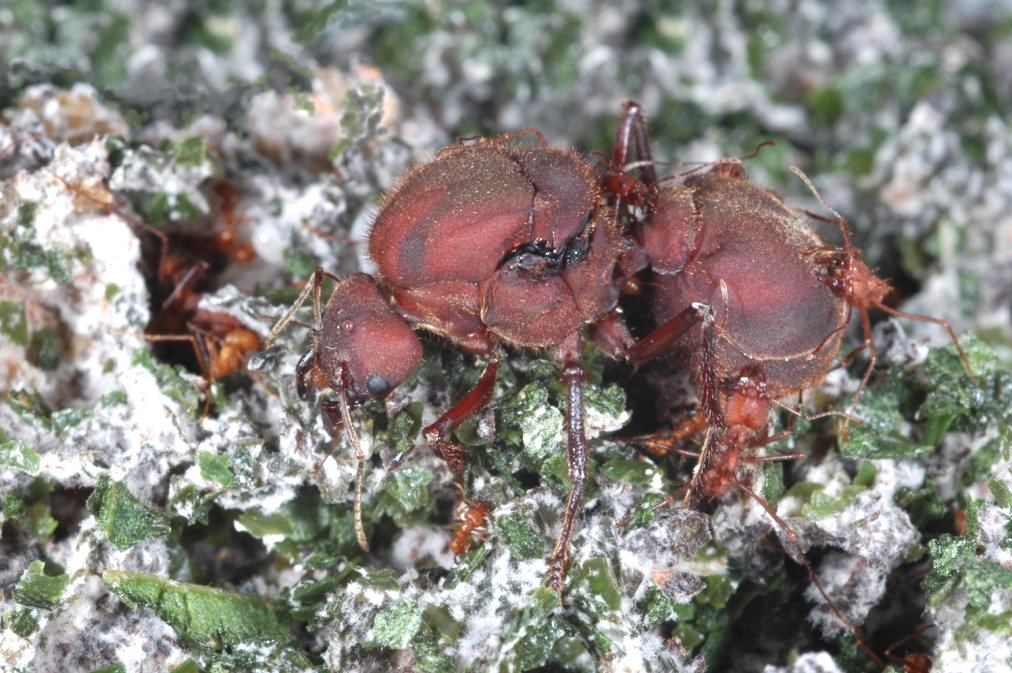
Матка Atta mexicana